# Bardzrašen (Ararat)
Bardzrašen (in armeno Բարձրաշեն?, fino al 1945 Bitlija) è un comune dell'Armenia di 1 523 abitanti (2008) della provincia di Ararat.